# مولن (نوردراین-وستفالن)
مولن (به آلمانی: Möllen) یک منطقهٔ مسکونی در آلمان است که در فورده (نیدرهاین) واقع شده‌است.